# Rio Negro (bande dessinée)
Pour les articles homonymes, voir Río Negro.
Rio Negro est une bande dessinée scénarisée et mise en image par Iwan Lépingle, parue en juillet 2007.
C'est la deuxième bande dessinée de l'auteur après Kizilkum (en 2002).
- Scénario : Iwan Lépingle
- Dessinateur : Iwan Lépingle

## Synopsis
Perdus au milieu de la pampa argentine, immenses et magnifiques, des hommes cherchent à oublier leur passé, repartir de zéro. C'est le cas de Richter, un jeune Allemand, isolé dans sa bergerie au-delà du fleuve Rio Negro.
Il côtoie peu les gauchos des ranchs voisins, mais quand une bande de hors-la-loi désireux de leur voler leur terre menace l'ensemble de la communauté et leurs troupeaux, il sort de sa réserve.

## Personnages
- Richter : le personnage principal, a fui l'Allemagne et trouvé refuge en Patagonie.
- Valdez
- Trehmann
- Hanna

## Éditeur
- Les Humanoïdes Associés